# HeadBand
HeadBand è un brano musicale del rapper statunitense B.o.B pubblicato il 21 maggio 2013 come secondo singolo dall'album Underground Luxury. Il singolo vede la partecipazione del rapper 2 Chainz.

## Tracce
Download digitale
1. HeadBand featuring 2 Chainz - 3:40

## Classifiche
| Classifica (2013) | Posizione massima |
| ----------------- | ----------------- |
| Canada            | 67                |
| Stati Uniti       | 53                |